# Необходимият грешник
„Необходимият грешник“ е български игрален филм (драма) от 1971 година на режисьора Борислав Шаралиев, по сценарий на Иван Остриков (по разказа „Границата на любовта“ на Иван Остриков). Оператор е Георги Русинов. Художник е Мария Иванова. Музиката във филма е композирана от Борис Карадимчев. Втори режисьор на филма е Никола Рударов.

## Сюжет
Една малка случка от живота на адвоката Асенов поставя пред него проблема за доверието към младото поколение и за начините за негвото възпитание. Той трябва да реши дали да помогне на един младеж, нарушил законния ред, или да остане настрана, което би могло да доведе до задълбочаване на грешките му .

## Състав

### Актьорски състав
| Изпълнител         | Роля                                       |
| ------------------ | ------------------------------------------ |
| з.а. Коста Цонев   | адвокатът Иван Асенов                      |
| Мая Драгоманска    | Емилия                                     |
| Явор Милушев       | автомонтьорът Боби, Борис Йорданов Тодоров |
| Лидия Вълкова      | Соня, съпругата на Асенов                  |
| Ани Цанева         | Малката Еми, дъщеричката на Иван и Соня    |
| Емил Стефанов      | бащата на Боби                             |
| Хари Тороманов     | следователят Каменов, приятел на Асенов    |
| Никола Узунов      | бащата на Емилия                           |
| з.а. Петър Василев | блъснатият старец                          |
| Леонтина Ардити    | кондукторката                              |
| Динко Динев        | председателят на съда                      |
| Венцеслав Вълчев   | младия следовател от МВР                   |
| Никола Калоянчев   | автомонтьорът                              |
| Герасим Младенов   | директорът на предприятието                |
| Вихра Коклин       | прокурорът                                 |
| Дуня Тагарова      | възрастна жена при колегата на Асенов      |
| Мимоза Базова      | младата жена при колегата на Асенов        |
| Антон Антонов      | колега на Асенов                           |
| Стоян Стойчев      | зрител в съдебната зала                    |
| Богдана Вулпе      |                                            |
| Илия Божилов       |                                            |
| Теодора Рударова   |                                            |
| Любен Митрев       |                                            |

### Творчески и технически екип
| Режисьор               | Борислав Шаралиев                                        |
| Сценарий               | Иван Остриков                                            |
| Оператор               | Георги Русинов                                           |
| Художник               | Мария Иванова                                            |
| Костюми                | Лили Димкова                                             |
| Грим                   | Димитър Коклин                                           |
| Музика                 | Борис Карадимчев                                         |
| Звук                   | Кузман Шопов                                             |
| Редактор               | Александър Карасимеонов                                  |
| Монтаж                 | Евгения Радева                                           |
| Втори режисьор         | Никола Рударов                                           |
| Втори художник         | Юлиана Божкова                                           |
| Асистент-режисьори     | Румен Сурджийски Галина Шаралиева                        |
| Асистент-оператори     | Йонко Дертлиев Константин Чернев                         |
| Асистент по монтажа    | Павлина Шаралиева                                        |
| Асистент-звукооператор | Любчо Стефанов                                           |
| Фотограф               | Милка Русинова                                           |
| Организатор            | Ясен Маринов                                             |
| Директор               | Никола Велев                                             |
| Distributed by         | Българска кинематография Студия за игрални филми „СОФИЯ“ |

## Награди
- Наградата на публиката на 10-и кинофестивал във Варна